# Musée Rousseau de Môtiers
Le musée Rousseau est un musée historique situé à Môtiers dans le canton de Neuchâtel. Il est installé dans la maison où Jean-Jacques Rousseau séjourna de 1762 à 1765.

## Histoire
Jean-Jacques Rousseau et Marie-Thérèse Le Vasseur, pendant les années d'exil de 1762-1765, ont occupé une maison dont la construction remonte à la fin du XVe siècle. L'édifice abrite aujourd'hui ce musée, inauguré en 1969, qui rappelle le séjour de l'écrivain  dans « l’asile offert par l’amitié » de Madame Boy de la Tour. Chassé de France et indésirable, en 1762, Jean-Jacques Rousseau a dû fuir Montmorency où il résidait tout près de Paris : il venait d’être « décrété de prise de corps » à la suite de la parution d’Émile ou De l'éducation. Le 10 juillet de la même année, il s’est établi à Môtiers dans le Val-de-Travers. Il y reçoit des correspondants suisses de langue allemande dont certains relatent leur séjour.

## Bâtiment

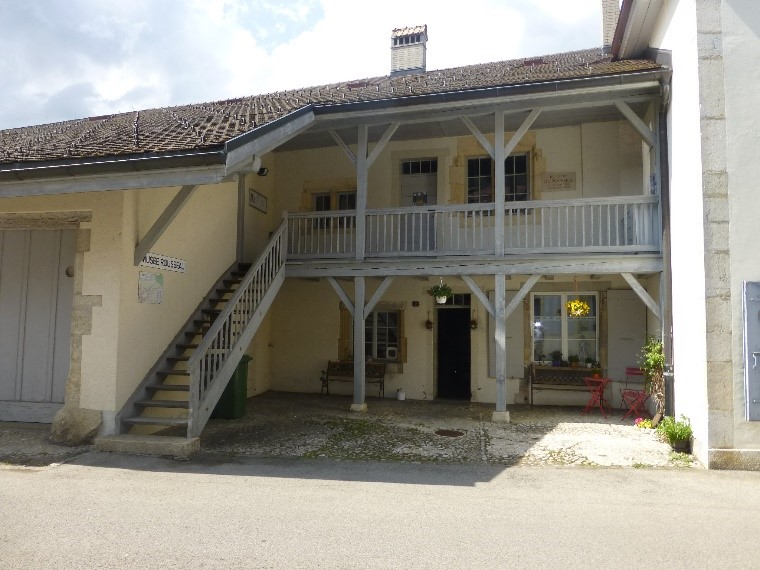
Musée Rousseau

Cette demeure que le philosophe occupa durant trois ans, se situe dans la rue qui porte son nom, rue perpendiculaire à la Grande Rue. De cette bâtisse du XVe siècle, il ne reste que la moitié de son appartement. Transformée en musée, celle-ci présente des aspects peu connus de sa vie et de son œuvre. L’exposition, centrée sur son exil neuchâtelois de 1762 à 1765, occupe sa chambre et la cuisine. Les visiteurs peuvent y découvrir ses livres condamnés, les paysages du Val-de-Travers qu’il a exploré, un lacet tissé de ses mains, sa dernière passion pour la botanique, son paradis perdu de l’Île de Saint-Pierre et les images de sa renommée.
Parmi les riches collections iconographiques de ce musée, figure un portrait au pastel de Jean-Jacques attribué à Maurice Quentin de la Tour,. Les salles sont l’occasion de présentations thématiques temporaires annuelles qui s’attardent sur des thèmes particuliers touchant la vie et les œuvres du philosophe.
La Maison Rousseau est aussi le point de départ d’une promenade sur ses traces balisée par 60 galets de bronze à travers le village et conduisant à la cascade décrite dans la Seconde Lettre au maréchal de Luxembourg ,,,

« La maison que j'occupe […] est grande, assez commode, elle a une galerie extérieure où je me promène dans les mauvais temps, et ce qui vaut mieux que tout le reste, c'est un asile offert par l'amitié. »

« […] J'ai sous ma fenêtre une très belle fontaine dont le bruit fait une de mes délices. Ces fontaines, qui sont élevées et taillées en colonnes ou en obélisques et coulent par des tuyaux de fer dans de grands bassins sont un des ornements de la Suisse. Il n'y a si chétif village qui n'en ait au moins deux ou trois, les maisons écartées ont presque chacune la sienne et l'on en trouve même sur les chemins pour la commodité des passants, hommes et bestiaux. Je ne saurais exprimer combien l'aspect de toutes ces belles eaux coulantes est agréable au milieu des rochers et des bois durant les chaleurs, l'on est déjà rafraîchi par la vue, et l'on est tenté d'en boire sans avoir soif. »

— J.J. Rousseau, Œuvres complètes, Vol. XX, Lettres Tome 3 (L.922),Dir. R. Trousson et Fr.S. Eigeldinger, édition thématique du tricentenaire, Slatkine Genève, Champion Paris, 2012 

## Administration
Lors de la fondation du Musée en 1969, le conservateur était François Matthey. Roland Kaehr lui a succédé en 2006,. Depuis 2024, le musée est dirigé par un duo formé par Noémi Duperron et Nicolas Fiquet.

## Collaborations muséographiques
Le musée participe à un parcours d'œuvres dans le Val-de-Travers, intitulé « Môtiers-Art en plein air ».